# Terebra vicdani
Terebra vicdani é uma espécie de gastrópode do gênero Terebra, pertencente à família Terebridae.